# John Ifeanyichukwu Okoye
John Ifeanyichukwu Okoye (* 4. August 1950 in Owelli) ist Bischof des nigerianischen Bistums Awgu.

## Leben
John Ifeanyichukwu Okoye empfing am 22. Juli 1978 die Priesterweihe. Papst Benedikt XVI. ernannte ihn am 8. Juli 2005 zum Bischof von Awgu.
Die Bischofsweihe spendete ihm der Apostolische Nuntius in Nigeria, Renzo Fratini, am 29. September desselben Jahres; Mitkonsekratoren waren John Olorunfemi Onaiyekan, Erzbischof von Abuja, und Anthony Okonkwo Gbuji, Bischof von Enugu.